# Polisportiva Libertas Livorno 1981-1982

## Stagione
Nella stagione 1981-1982, la Libertas Livorno, ha disputato il secondo campionato nazionale giungendo al quarto posto, venendo così promossa in A1. La Libertas guadagnò anche il diritto di partecipare ai Play-Off di A1 venendo eliminata al primo turno. Non si disputa la Coppa Italia. Non c’era sponsorizzazione. I colori erano quelli della città di livorno.

## Roster
Rosa della squadra
|  | Naz.                   | Ruolo | Sportivo            |  |  |  |  |
|  | ---------------------- | ----- | ------------------- |  |  |  |  |
|  | Italia (bandiera)      |       | Gino D’Amico        |  |  |  |  |
|  | Italia (bandiera)      |       | Alessandro Fantozzi |  |  |  |  |
|  | Italia (bandiera)      |       | Fabrizio Fulceri    |  |  |  |  |
|  | Italia (bandiera)      |       | Geremia Giroldi     |  |  |  |  |
|  | Italia (bandiera)      |       | Massimo Giusti      |  |  |  |  |
|  | Stati Uniti (bandiera) |       | Rudy Hackett        |  |  |  |  |
|  | Stati Uniti (bandiera) |       | Abdul Jeelani       |  |  |  |  |
|  | Italia (bandiera)      |       | Paolo Launaro       |  |  |  |  |
|  | Italia (bandiera)      |       | Giancarlo Lazzari   |  |  |  |  |
|  | Italia (bandiera)      |       | Alessandro Mori     |  |  |  |  |
|  | Italia (bandiera)      |       | Divo Muti           |  |  |  |  |